# La Casona (Parets del Vallès)
La Casona és una casa de Parets del Vallès (Vallès Oriental) inclosa a l'Inventari del Patrimoni Arquitectònic de Catalunya.

## Descripció
Habitatge unifamiliar aïllat de planta quadrada amb cossos adossats. En el costat nord sobresurt una torre de planta octogonal amb coberta composta. L'edificació es distribueix en planta baixa i pis. La coberta és de teula plana a quatre vessants. Els vessants acaben amb un ràfec recolzat en mènsules. La composició de la façana principal es basa en tres eixos amb buits de proporció horitzontal emmarcats amb llinda plana, tancats amb reixes de ferro de barrots verticals en reganyol. La façana està estucada de color blanc. Sobre una de les finestres del primer pis hi ha un treballat rellotge de sol.
La tanca és amb reixa de ferro en forma de malla quadrada recolzada en un sòcol de paredat comú i pilar de secció quadrada arrebossats, acabats en una bola.

## Història
Casa torre situada al barri de l'escorxador, al final del carrer Lepant, on té la façana principal, amb un rellotge de sol, sota el qual hi ha la inscripció: la casona.
El 1948 Adela Hernández López demana permís per a construir una piscina, una pèrgola i un pou, a la casa del Quarter de Migdia, al barri de l'escorxador.